# هوغو كيتو
هوغو كيتو (بالفنلندية: Hugo Keto) هو لاعب كرة قدم فنلندي في مركز حراسة المرمى، ولد في 9 فبراير 1998 في هلسنكي في فنلندا. لعب مع برايتون أند هوف ألبيون ونادي أرسنال.

## وصلات خارجية
- هوغو كيتو على موقع الاتحاد الأوربي (الإنجليزية)
- هوغو كيتو على موقع اتحاد النرويج (النرويجية)
- هوغو كيتو على موقع قاعدة بيانات كرة القدم.إي يو (الإنجليزية)
- هوغو كيتو على موقع Soccerway.com (الإنجليزية)
- هوغو كيتو على موقع عالم كرة القدم.نت (الإنجليزية)